# 严文明
严文明（1932年—2024年4月14日），男，汉族，湖南人，中国考古学家，北京大学教授、考古系原主任，曾任中国考古学会副理事长。

## 生平
严文明生于华容，1958年毕业于北京大学历史系考古专业并留校任教。後來擔任北京大学考古学系主任。严文明主要從事中國新石器时代考古研究。